# Центральний район (Миколаїв)
Центра́льний райо́н — найбільша адміністративно-територіальна одиниця міста Миколаєва на обох берегах Південного Бугу.

## Населення
| Рік  | Кількість населення |
| ---- | ------------------- |
| 1959 | 83 985              |
| 1970 | 120 733             |
| 1979 | 127 813             |
| 1989 | 137 166             |
| 2001 | 154 211             |
| 2008 | 152 628             |

### Мова
Розподіл населення за рідною мовою за даними перепису 2001 року:
| Мова       | Відсоток |
| ---------- | -------- |
| російська  | 55,98%   |
| українська | 42,65%   |
| болгарська | 0,75%    |
| вірменська | 0,14%    |
| румунська  | 0,1%     |
| білоруська | 0,08%    |
| інші       | 0,3%     |

## Географія
Район розташований на північному заході міста. Межує з Заводським і Інгульським районами. Включає історичний центр міста, Військову Слобідку, Ракетне урочище, Темвод, Соляні, Північне, Тернівку (у Тернівці, крім того діє селищна рада), Матвіївку й Варварівку.
Розділений річками на частини. У північній частині розташовані місцевості Соляні, Північний, Тернівка, Матвіївка, Темвод. У південній — історичний центр й Варварівка. Сполучення центру з північною частиною здійснюється старим і новим Інгульськими мостами через річку Інгул, з Варварівкою — через Варварівський міст.

## Історія
Район утворений в 1938 р.